# Coeliccia ryukyuensis
Coeliccia ryukyuensis – gatunek ważki z rodziny pióronogowatych (Platycnemididae). Występuje na japońskim archipelagu Riukiu – na Wyspach Okinawa i Wyspach Amami; populacje z tych dwóch grup wysp traktowane są jako osobne podgatunki: C. r. ryukyuensis i C. r. amamii.